# إيليزا ريدل فيلد
إيليزا ريدل فيلد (بالإنجليزية: Eliza Riddle Field)‏ هي ممثلة أمريكية، ولدت في 1812، وتوفيت في 1871.